# Lucie van Dam van Isselt
Lucie van Dam van Isselt ou Lucie Dam van Isselt, mais tarde Lucie Ekker, (15 de junho de 1871 – 7 de junho de 1949) foi uma artista neerlandesa conhecido por suas pinturas florais.

## Vida
Isselt nasceu em Bergen op Zoom. Sua educação formal em pintura começou na Academia Real de Arte em Haia. Ela aprendeu sobre gravuras e litografia com Auguste Morisot na École des Beaux-Arts em Lyon.

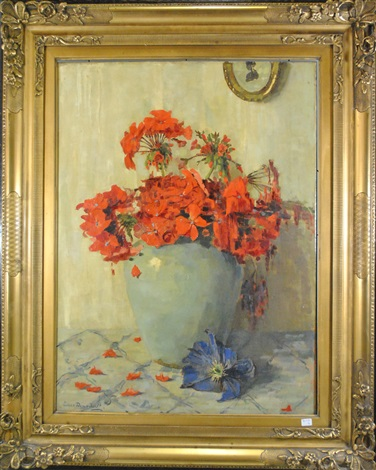
Sans Titre, Lucie van Dam Van Isselt

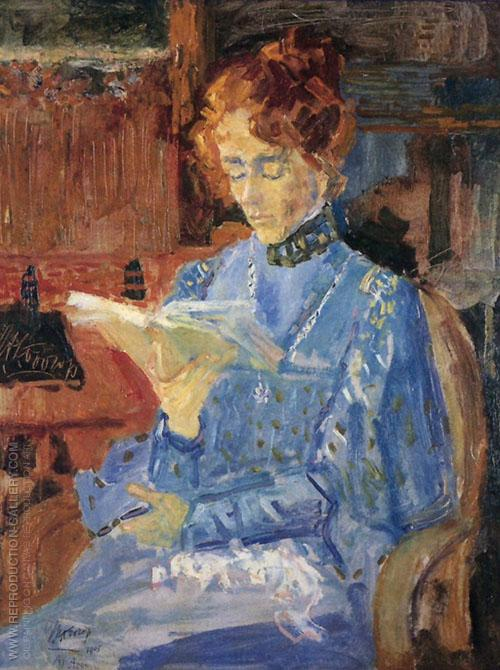
Retrato de Lucie van Dam Isselt, por Jan Toorop

Ela viajou pela Europa e pintou em vários locais na Bélgica, França e Itália. Seu conjunto de obras é variado: retratos, vários tipos de naturezas-mortas, pinturas de gênero, figura e performances de animais. O pintor neoimpressionista flamengo Théo van Rysselberghe foi uma de suas inspirações. Ela pintou na cidade de Veere, na Zelândia, e é, portanto, contada entre os "Veerse Joffers".
Ela foi objeto de um retrato por Jan Toorop em 1905.
Suas pinturas estão presentes em várias coleções, incluindo o Museu Teyler.
Ela se casou e divorciou duas vezes. Primeiro em sua cidade natal em 1892 com o pintor e engenheiro mecânico Evert Cornelis Ekker. Eles se divorciaram em 1907 depois de terem tido dois filhos. Ela se casou novamente em 12 de maio de 1909, em Utrecht, com o crítico de arte Albert Charles Auguste Plasschaert. O casamento deles foi dissolvido em 1921.
Isselt morreu em Haia em 1949.